# Petar Marjanović
Pour les articles homonymes, voir Marjanović.
 (décembre 2021).
Petar Marjanović, né 1992, est un journaliste suisse, actuellement reporter politique et journaliste au Palais fédéral pour watson.ch.
En 2012, Marjanović a atteint une notoriété nationale lorsqu'il a pu, avec le directeur de Politnetz.ch Thomas Bigliel, prouver que le Conseil des États avait commis plusieurs erreurs dans le déroulement de la votation. Cette recherche a conduit la petite chambre du parlement suisse à devenir « la risée de la nation » et à introduire plus tard un système de vote électronique sous la pression publique. Dans un éditorial, le Neue Zürcher Zeitung a qualifié la recherche de Marjanović de « symbole de toute la législature 2011-2015 ». En 2021, le magazine professionnel Schweizer Journalist lui a décerné le titre de « Journaliste de l'année » dans la catégorie « Newcomer ».